# Sint-Eligiuskerk (Sint-Eloois-Winkel)

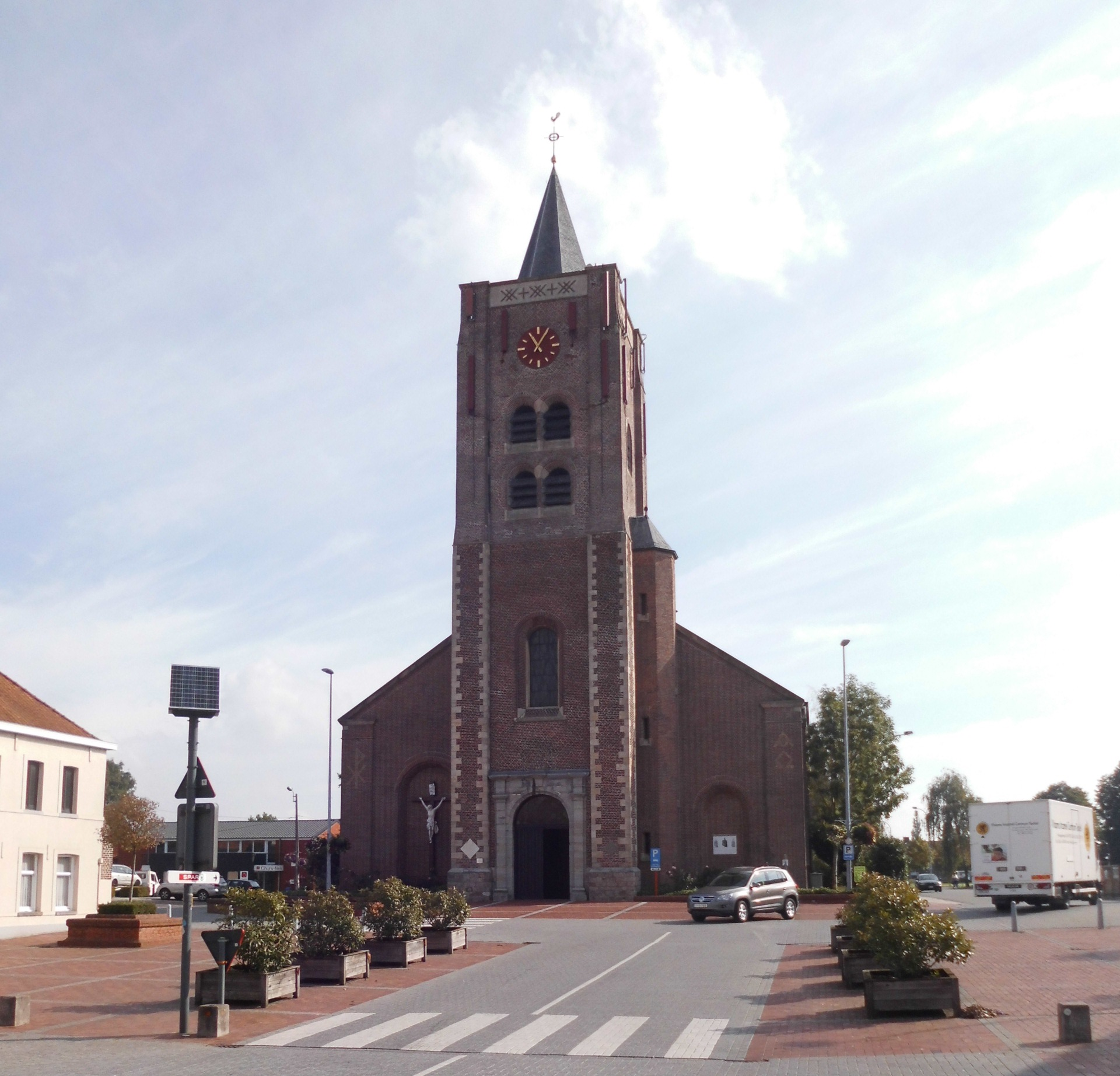
Sint-Eligiuskerk

De Sint-Eligiuskerk is de parochiekerk van de tot de West-Vlaamse gemeente Ledegem behorende plaats Sint-Eloois-Winkel, gelegen aan het Kerkplein.

## Geschiedenis
Aanvankelijk was hier een aan Sint-Eligius gewijde kapel, gelegen in het noordelijk deel van Gullegem, tot welke parochie deze behoorde. In 1747 werd Sint-Eloois-Winkel een zelfstandige parochie. Er werd een driebeukige kerk in classicistische stijl gebouwd. Deze werd in 1953 verwoest door brand, waarbij slechts de buitenmuren en de toren bewaard bleven. In 1954 werd besloten de kerk naar oorspronkelijk uiterlijk, maar met een modern interieur, te herstellen. In 1957 werd de eerste steen gelegd. De eerste geleding van de toren, van 1755, bleef behouden. De tweede geleding werd gebouwd met materialen van de oorspronkelijke kerk. Het koor kreeg een nieuwe vormgeving. Architect was Pierre Pauwels.

## Gebouw
Het betreft een driebeukige kerk met halfingebouwde westtoren. In de oostgevel zijn metselaarstekens welke het bouwjaar 1957 aanduiden. Het kerkmeubilair stamt uit de jaren '50 van de 20e eeuw.